# 克拉奥讷
克拉奥讷（法語：Craonne，法語發音：[kʁa(ɔ)n]）是法国上法蘭西大區埃纳省的一个市镇，属于拉昂区。该市镇2009年时的人口为82人。

## 人口
克拉奥讷人口变化图示
| 数据来源：INSEE |